# Triệu Thành Kim tạng

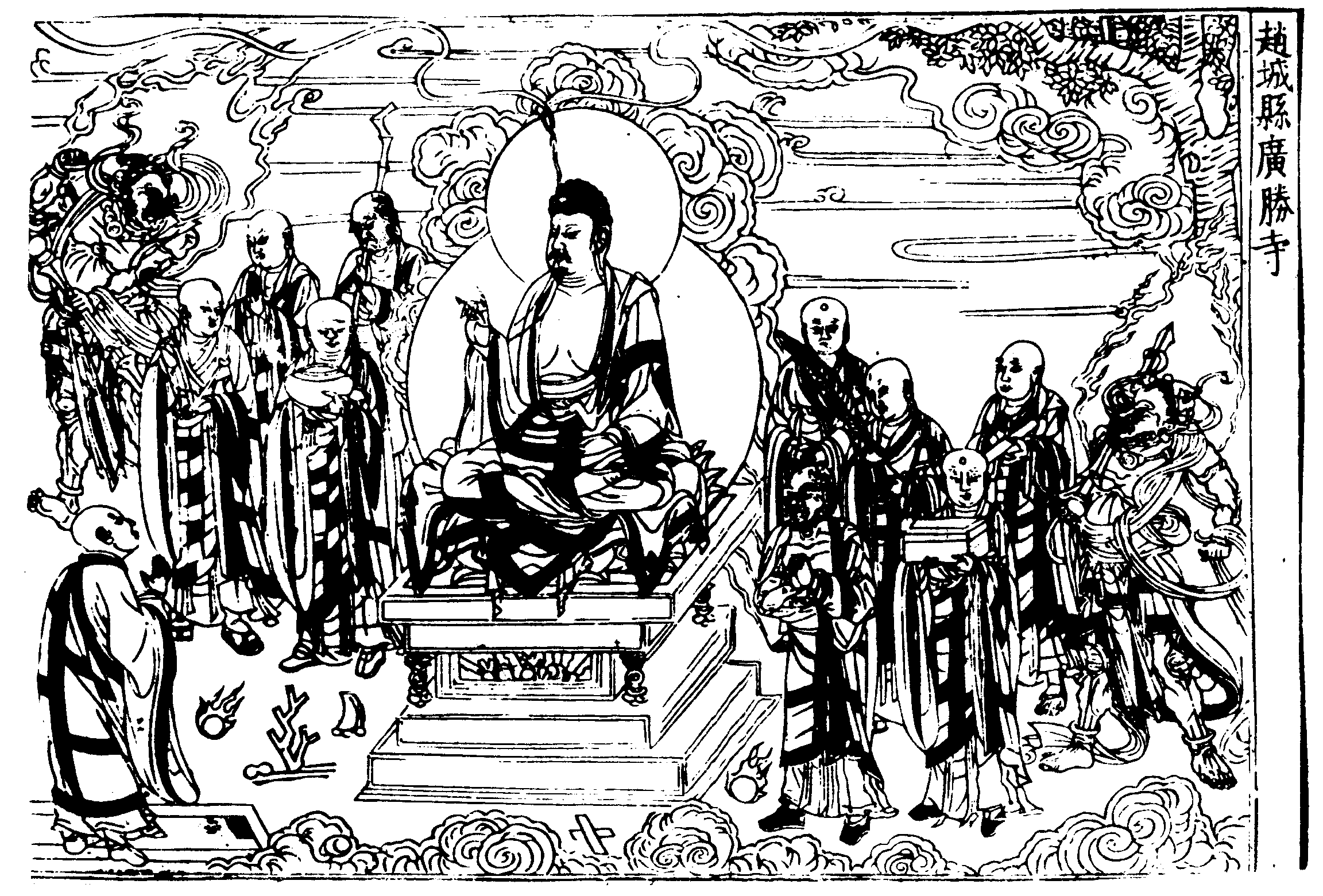
Một tranh vẽ minh họa từ Triệu Thành Kim tạng.

Triệu Thành Kim tạng (chữ Hán: 趙城金藏) là một phiên bản Đại tạng kinh Hán ngữ có niên đại từ triều đại nhà Kim (1115–1234).
Kim tạng ban đầu được tạo ra tại chùa Thiên Ninh ở tỉnh Sơn Tây vào khoảng năm 1149, được tài trợ bởi sự đóng góp của một phụ nữ tên là Thôi Pháp Trân và những người ủng hộ bà. Nó đã được Hốt Tất Liệt tặng cho chùa Quảng Thắng, nơi nó được tái phát hiện vào năm 1933. Vì chùa Quảng Thắng nằm ở Triệu Thành, nên tạng kinh này được gọi là Triệu Thành Kim tạng.
Với khoảng 7.000 quyển, đây là bộ Đại tạng kinh được in lâu nhất còn tồn tại vào thời nhà Kim. Nó chứa một số kinh không có trong các bộ Đại tạng kinh về sau này.